# プリーズMr.ポストマン
『プリーズMr.ポストマン』（プリーズ ミスターポストマン）は、山下友美による少女漫画。『プリンセスGOLD』（秋田書店）に連載された。単行本は秋田書店から全1巻。

## 概要
「宛て先のない手紙」「受取人のいない手紙」なども送り届ける風の塔郵便局という架空の郵便局の配達人ノトスと新進女優マルチダが、「手紙」というものを通じて人々の心の機微を知り、そして自らの心・恋心を育んでいくファンタジー。
竹内照菜による「プリーズ・ミスター・ポリスマン!」という似た題名の小説シリーズがある｡

## 単行本
- 山下友美『プリーズMr.ポストマン』秋田書店〈プリンセスコミックス〉全1巻
  - 2001年6月28日発売、ISBN 978-4253190497